# Joeropsis bidens
Joeropsis bidens là một loài chân đều trong họ Joeropsididae. Loài này được Menzies miêu tả khoa học năm 1962.